# Fiyi en los Juegos Olímpicos de Sídney 2000
Fiyi estuvo representado en los Juegos Olímpicos de Sídney 2000 por siete deportistas, cuatro hombres y tres mujeres, que compitieron en cinco deportes.
El portador de la bandera en la ceremonia de apertura fue el regatista Tony Philp. El equipo olímpico fiyiano no obtuvo ninguna medalla en estos Juegos.